# Torralba de Oropesa
Torralba de Oropesa község Spanyolországban, Toledo tartományban. Torralba de Oropesa Oropesa, Velada és Alcañizo községekkel határos. Lakosainak száma 193 fő (2024).

## Népesség
A település népessége az utóbbi években az alábbiak szerint változott:
| Lakosok száma | 264  | 262  | 269  | 276  | 271  | 254  | 210  | 211  | 193  | 193  |
|               | 2001 | 2004 | 2007 | 2009 | 2012 | 2014 | 2017 | 2019 | 2022 | 2024 |